# ピアノ協奏曲の一覧
ピアノ協奏曲の一覧。
ピアノ協奏曲を作曲家別に五十音順に並べた一覧。
現時点では、記事になっている曲、他言語版や知名度からして将来的に記事化される可能性が高い曲などをリストにしている。
英語版では調性別に分類されている。
| あ | い | う | え | お |
| か | き | く | け | こ |
| さ | し | す | せ | そ |
| た | ち | つ | て | と |
| な | に | ぬ | ね | の |

| は | ひ | ふ | へ   | ほ   |
| ま | み | む | め   | も   |
| や |    | ゆ |      | よ   |
| ら | り | る | れ   | ろ   |
| わ | を | ん | 関連 | 関連 |

## 曖昧さ回避
- ピアノ協奏曲第1番
- ピアノ協奏曲第2番
- ピアノ協奏曲第3番
- ピアノ協奏曲第4番
- ピアノ協奏曲第5番
- ピアノ協奏曲第6番
- 2台のピアノのための協奏曲
- 左手のためのピアノ協奏曲

## あ行

### あ
- ピアノ協奏曲 (アイアランド)
- ピアノ協奏曲 (アレンスキー)
- ピアノ協奏曲 (ルロイ・アンダーソン)

### い
- ピアノ協奏曲第3番 (池辺晋一郎)
- ピアノ協奏曲第1番 (一柳慧)
- ピアノ協奏曲第2番 (一柳慧)

### う
- ピアノ協奏曲第1番 (ヴィラ＝ロボス)
- ピアノ協奏曲第2番 (ヴィラ＝ロボス)
- ピアノ協奏曲第3番 (ヴィラ＝ロボス)
- ピアノ協奏曲第4番 (ヴィラ＝ロボス)
- ピアノ協奏曲第5番 (ヴィラ＝ロボス)
- ピアノ協奏曲第1番 (ウェーバー)
- ピアノ協奏曲第2番 (ウェーバー)
- ピアノ小協奏曲 (ウェーバー)
- ピアノ協奏曲 (ヴォーン・ウィリアムズ)
- 2台のピアノのための協奏曲 (ヴォーン・ウィリアムズ)

### お
- ピアノ協奏曲第2番 (大澤壽人)
- ピアノ協奏曲第3番 (大澤壽人)

## か行

### か
- ピアノ協奏曲 (ガーシュウィン)
- ピアノ協奏曲第1番 (カバレフスキー)
- ピアノ協奏曲第2番 (カバレフスキー)
- ピアノ協奏曲第3番 (カバレフスキー)
- ピアノ協奏曲第4番 (カバレフスキー)

### く
- ピアノ協奏曲第1番 (グラズノフ)
- ピアノ協奏曲 (グリーグ)

### こ
- ピアノ協奏曲 (コープランド)
- 左手のためのピアノ協奏曲 (コルンゴルト)

## さ行

### さ
- ピアノ協奏曲第1番 (サン＝サーンス)
- ピアノ協奏曲第2番 (サン＝サーンス)
- ピアノ協奏曲第3番 (サン＝サーンス)
- ピアノ協奏曲第4番 (サン＝サーンス)
- ピアノ協奏曲第5番 (サン＝サーンス) 「エジプト風」

### し
- ピアノ協奏曲第1番 (シャルヴェンカ)
- ピアノ協奏曲第2番 (シャルヴェンカ)
- ピアノ協奏曲第3番 (シャルヴェンカ)
- ピアノ協奏曲第4番 (シャルヴェンカ)
- ピアノ協奏曲 (シェーンベルク)
- ピアノ協奏曲 (クララ・シューマン)
- ピアノ協奏曲 (シューマン)
- ピアノ協奏曲第1番 (ショスタコーヴィチ)
- ピアノ協奏曲第2番 (ショスタコーヴィチ)
- ピアノ協奏曲第1番 (ショパン)
- ピアノ協奏曲第2番 (ショパン)
- ピアノ協奏曲 (ジョリヴェ)
- ピアノ協奏曲 (シンディング)

### す
- ピアノ協奏曲 (スヴェトラーノフ)
- ピアノ協奏曲 (スクリャービン)
- ピアノ協奏曲第1番 (スタンフォード)
- ピアノ協奏曲第2番 (スタンフォード)
- ピアノ協奏曲第1番 (ステーンハンマル)
- ピアノ協奏曲第2番 (ステーンハンマル)
- ピアノ協奏曲第1番 (ストヨフスキ)
- ピアノ協奏曲第2番 (ストヨフスキ)
- ピアノと管楽器のための協奏曲 (ストラヴィンスキー)

## た行

### た
- ピアノ協奏曲 (弾厚作)
- ピアノ協奏曲 (譚盾)

### ち
- ピアノ協奏曲第1番 (チェレプニン)
- ピアノ協奏曲第3番 (チェレプニン)
- ピアノ協奏曲第1番 (チゾーム)
- ピアノ協奏曲第2番 (チゾーム)
- ピアノ協奏曲第1番 (チャイコフスキー)
- ピアノ協奏曲第2番 (チャイコフスキー)
- ピアノ協奏曲第3番 (チャイコフスキー)
- 協奏的幻想曲 (チャイコフスキー)

### て
- ピアノ協奏曲 (ティペット)
- ピアノ協奏曲 (ディーリアス)

### と
- ピアノ協奏曲 (ドヴォルザーク)

## は行

### は
- ピアノ協奏曲第11番 (ハイドン)
- ピアノ協奏曲 (ハチャトゥリアン)
- ピアノと管弦楽のためのコンチェルト・ラプソディー (ハチャトゥリアン)
- ピアノ協奏曲 (ハーティ)
- ピアノ協奏曲 (パデレフスキ)
- ピアノ協奏曲 (バーバー)
- ピアノ協奏曲 (早坂文雄)
- ピアノ協奏曲第3番 (バラダ)
- ピアノ協奏曲第1番 (バルトーク)
- ピアノ協奏曲第2番 (バルトーク)
- ピアノ協奏曲第3番 (バルトーク)

### ひ
- ピアノ協奏曲 (ビーチ)
- ピアノ協奏曲第1番 (ヒナステラ)
- ピアノ協奏曲第2番 (ヒナステラ)

### ふ
- スペインの庭の夜 (ファリャ)
- ピアノ協奏曲第2番 (フィールド)
- ピアノ協奏曲第4番 (藤倉大)
- ピアノ協奏曲 (ブゾーニ)
- ピアノ協奏曲第1番 (ブラームス)
- ピアノ協奏曲第2番 (ブラームス)
- ピアノ協奏曲 (プーランク)
- 2台のピアノのための協奏曲 (プーランク)
- ピアノ協奏曲 (ブリス)
- ディヴァージョンズ (ブリテン)
- ピアノ協奏曲 (ブリテン)
- 2台のピアノのための協奏曲 (ブルッフ)
- ピアノ協奏曲第1番 (プロコフィエフ)
- ピアノ協奏曲第2番 (プロコフィエフ)
- ピアノ協奏曲第3番 (プロコフィエフ)
- ピアノ協奏曲第4番 (プロコフィエフ)
- ピアノ協奏曲第5番 (プロコフィエフ)
- ピアノ協奏曲第2番 (フンメル)
- ピアノ協奏曲第3番 (フンメル)
- ピアノ協奏曲第4番 (フンメル)

### へ
- ピアノ協奏曲第0番 (ベートーヴェン)
- ピアノ協奏曲第1番 (ベートーヴェン)
- ピアノ協奏曲第2番 (ベートーヴェン)
- ピアノ協奏曲第3番 (ベートーヴェン)
- ピアノ協奏曲第4番 (ベートーヴェン)
- ピアノ協奏曲第5番 (ベートーヴェン) 「皇帝」
- ピアノ協奏曲第6番 (ベートーヴェン)

### ほ
- 月夜の蓮 (細川俊夫)
- ピアノ協奏曲第1番 (ボルトキエヴィチ)

## ま行

### ま
- ピアノ協奏曲第1番 (マクダウェル)
- ピアノ協奏曲第2番 (マクダウェル)
- ピアノ協奏曲 (マスネ)
- ピアノ協奏曲第1番 (松村禎三)
- ピアノ協奏曲第2番 (松村禎三)
- ピアノ協奏曲第2番 (間宮芳生)
- ピアノ協奏曲第1番 (マルティヌー)
- ピアノ協奏曲第2番 (マルティヌー)
- ピアノ協奏曲第3番 (マルティヌー)
- ピアノ協奏曲第4番 (マルティヌー)
- ピアノ協奏曲第5番 (マルティヌー)
- ピアノ小協奏曲 (マルティヌー)

### み
- ピアノ協奏曲 (三善晃)

### め
- ヴァイオリンとピアノのための協奏曲 (フンメル)
- ピアノ協奏曲第1番 (メトネル)
- ピアノ協奏曲第2番 (メトネル)
- ピアノ協奏曲第3番 (メトネル)
- ピアノと弦楽のための協奏曲 (メンデルスゾーン)
- ピアノ協奏曲第1番 (メンデルスゾーン)
- ピアノ協奏曲第2番 (メンデルスゾーン)
- 2台のピアノのための協奏曲 変イ長調 (メンデルスゾーン)
- 2台のピアノのための協奏曲 ホ長調 (メンデルスゾーン)

### も
- ピアノ協奏曲 (モシュコフスキ)
- ピアノ協奏曲第1番 (モーツァルト)
- ピアノ協奏曲第2番 (モーツァルト)
- ピアノ協奏曲第3番 (モーツァルト)
- ピアノ協奏曲第4番 (モーツァルト)
- ピアノ協奏曲第5番 (モーツァルト)
- ピアノ協奏曲第6番 (モーツァルト)
- ピアノ協奏曲第7番 (モーツァルト)
- ピアノ協奏曲第8番 (モーツァルト) 「リュッツォウ」
- ピアノ協奏曲第9番 (モーツァルト) 「ジュノーム」
- ピアノ協奏曲第10番 (モーツァルト)
- ピアノ協奏曲第11番 (モーツァルト)
- ピアノ協奏曲第12番 (モーツァルト)
- ピアノ協奏曲第13番 (モーツァルト)
- ピアノ協奏曲第14番 (モーツァルト)
- ピアノ協奏曲第15番 (モーツァルト)
- ピアノ協奏曲第16番 (モーツァルト)
- ピアノ協奏曲第17番 (モーツァルト)
- ピアノ協奏曲第18番 (モーツァルト)
- ピアノ協奏曲第19番 (モーツァルト) 「第二戴冠式」
- ピアノ協奏曲第20番 (モーツァルト)
- ピアノ協奏曲第21番 (モーツァルト)
- ピアノ協奏曲第22番 (モーツァルト)
- ピアノ協奏曲第23番 (モーツァルト)
- ピアノ協奏曲第24番 (モーツァルト)
- ピアノ協奏曲第25番 (モーツァルト)
- ピアノ協奏曲第26番 (モーツァルト) 「戴冠式」
- ピアノ協奏曲第27番 (モーツァルト)
- 2台のピアノのための協奏曲 (モーツァルト) （ピアノ協奏曲第10番）
- 3台のピアノのための協奏曲 (モーツァルト) （ピアノ協奏曲第7番）
- 3つのピアノ協奏曲 K.107 (モーツァルト)

## や行

### や
- ピアノ協奏曲 (矢代秋雄)

### よ
- メモ・フローラ (吉松隆)

## ら行

### ら
- ピアノ協奏曲第2番 (ラウタヴァーラ)
- ピアノ協奏曲第3番 (ラウタヴァーラ)
- ピアノ協奏曲 (ラヴェル)
- 左手のためのピアノ協奏曲 (ラヴェル)
- ピアノ協奏曲第1番 (ラフマニノフ)
- ピアノ協奏曲第2番 (ラフマニノフ)
- ピアノ協奏曲第3番 (ラフマニノフ)
- ピアノ協奏曲第4番 (ラフマニノフ)

### り
- ピアノ協奏曲 (リゲティ)
- ピアノ協奏曲第2番 (リース)
- ピアノ協奏曲第3番 (リース)
- ピアノ協奏曲第4番 (リース)
- ピアノ協奏曲第5番 (リース)
- ピアノ協奏曲第6番 (リース)
- ピアノ協奏曲第7番 (リース)
- ピアノ協奏曲第8番 (リース)
- ピアノ協奏曲第9番 (リース)
- ピアノ協奏曲第1番 (リスト)
- ピアノ協奏曲第2番 (リスト)
- ピアノ協奏曲第3番 (リスト)
- ピアノ協奏曲 (リムスキー＝コルサコフ)
- ピアノ協奏曲第2番 (リャプノフ)

### る
- ピアノ協奏曲 (ルーセル)
- ピアノ協奏曲 (ルトスワフスキ)
- ピアノ協奏曲第1番 (ルビンシテイン)
- ピアノ協奏曲第2番 (ルビンシテイン)
- ピアノ協奏曲第4番 (ルビンシテイン)

### れ
- ピアノ協奏曲 (レーガー)

### ろ
- 英雄的協奏曲 (ロドリーゴ)